# Olharapo
Nos contos de fadas portugueses o olharapo pertence a uma raça de gigantes que tem um grande olho na testa (Ciclope), e é parecido com o alicórnio.
Segundo Alexandre Parafita, o olharapo é referenciado, especialmente, em contos e lendas transmontanos que o apresentam como um gigante antropófago, violento e feroz, que tem a particularidade de possuir um único olho no centro da testa.
A tradição popular reconhece ainda a olharapa e o olhapim. “O que lhe sobra em força e em tamanho falta-lhe em produtividade e, sobretudo, em inteligência”, refere este escritor, para justificar um provérbio recorrente no concelho de Vinhais: “Na terra dos olhapins, quem tem dois olhos é rei”.
Escreveu ainda o mesmo autor que esta figura do maravilhoso popular “apresenta algumas semelhanças com a figura dos ciclopes [...]”.